# المسيحية في كوبا

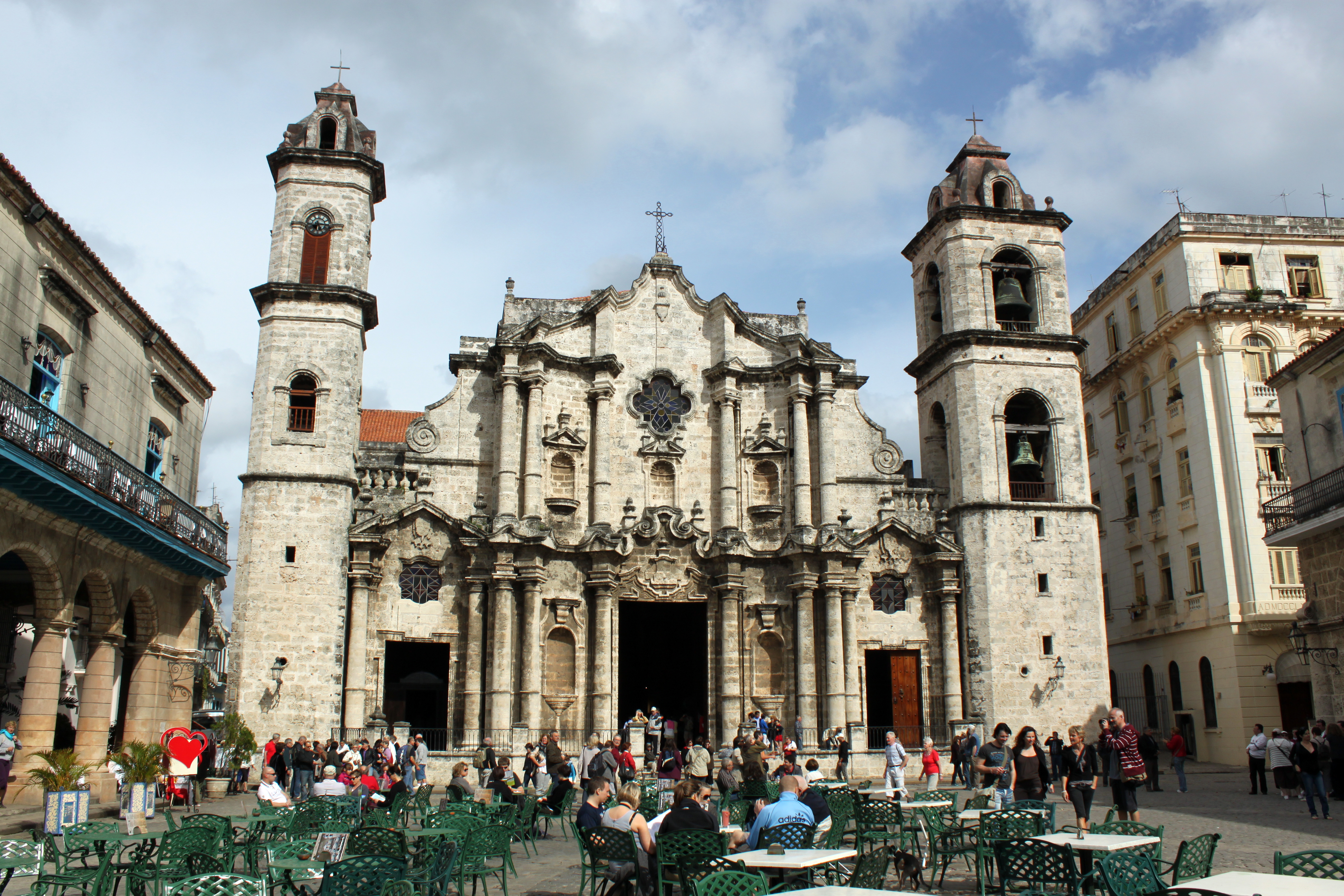
كاتدرائية هافانا؛ وهي أول كنيسة شيدت في هافانا خلال فترة الإستعمار الإسباني وذلك في عام 1777.

تُشكل المسيحية في كوبا أكثر الديانات انتشاراً بين السكان، ولعبت المسيحيَّة دورًا هامًا في تاريخ كوبا. وهي الديانة الغالبة في الجزيرة، وقد وجدت دراسة قامت بها مركز بيو للأبحاث عام 2010 أن حوالي 65% من سكان الجزيرة من المسيحيين. ويعود حضور المسيحية في الجزيرة منذ اكتشاف كوبا من قبل كريستوفر كولومبوس بعد أيام قليلة من وصوله إلى العالم الجديد في عام 1492. كما أنّ حوالي 65% من الأمريكيين من أصول كوبية من أتباع الديانة المسيحية.
كوبا رسميًا دولة علمانية، حيث زادت الحرية الدينية خلال الثمانينيات من القرن العشرين، مع تعديل الحكومة للدستور في عام 1992 لإسقاط وصف الدولة على أنها ملحدة. الكنيسة الرومانية الكاثوليكية هي أكبر دين في الجزيرة، ويعود أصولها إلى الاستعمار الإسباني. وقد زار كل من زار البابا يوحنا بولس الثاني والبابا بندكت السادس عشر كوبا في عام 1998 وعام 2011 على التوالي، وزار البابا فرنسيس كوبا في سبتمبر عام 2015. قبل كل زيارة بابوية، عفت الحكومة الكوبية عن السجناء كبادرة إنسانية.
أدى تخفيف الحكومة الشيوعية للقيود المفروضة على الكنائس المنزليَّة في التسعينيات من القرن العشرين إلى انفجار بنمو أعداد أتباع الكنيسة الخمسينية، ومع ذلك، فإن الطوائف الإنجيلية البروتستانتية، المُنظمة في مجلس الكنائس الكوبية، تظل أكثر حيوية وقوة.

## تاريخ

### الحقبة الإستعمارية

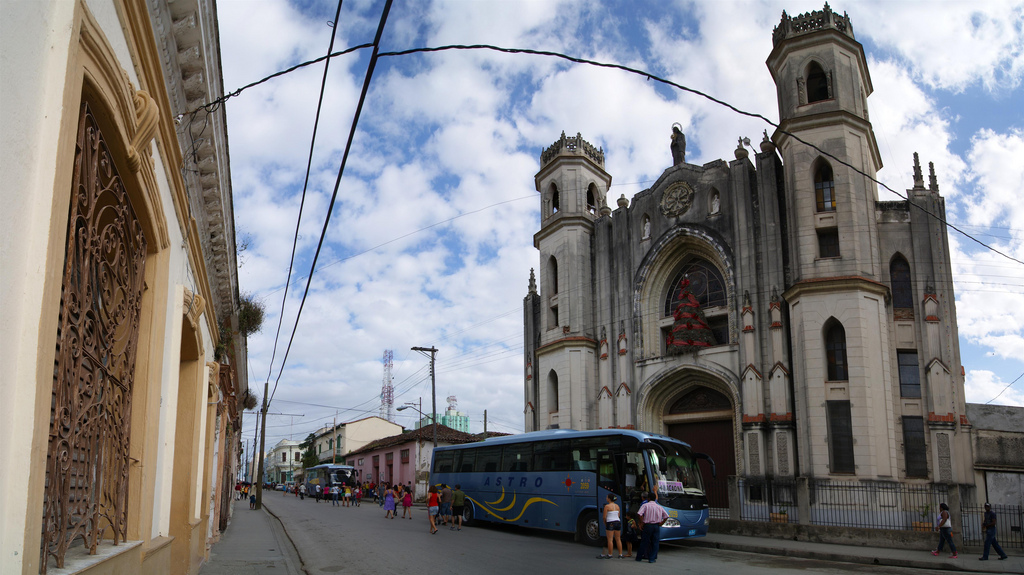
كاتدرائية القديسة كلارا الأسيزيَّة في مدينة هافانا؛ بنيت في عام 1692.

في عام 1511 بدأ الاستعمار الإسباني وعقب ذلك أنشأ دييغو فيلاسكيز الفاتح الكنيسة الكاثوليكية في كوبا مع الكاهن بارتولومي دي لاس كاساس المعروف باسم «الحامي من الهنود». جنبًا إلى جنب مع الكاثوليكية، دخلت البروتستانتية إلى كوبا خلال نفس الوقت. وكانت الكنيسة الرومانية الكاثوليكية خلال هذه الفترة المؤسسة الروحيَّة الأكثر نفوذًا في الجزيرة، وسيطرت على مختلف جوانب الحياة: المعمودية والزواج والجنازات. كما وحاربت الكنيسة القراصنة وكافحت الفجور. وكانت سلطة الأساقفة خلال الفترة الإستعمارية شبيهه بالسلطة المدنية والعسكريَّة في الجزيرة؛ كما وقامت الكنيسة بإنشاء المدارس ومؤسسات التعليم العالي.
كانت كوبا واحدة من آخر مستعمرات إسبانيا التي نشأت في العالم الجديد. في البداية، حاولت إسبانيا الكاثوليكية بحماس إبقاء البروتستانت خارج مستعمرتهم من أجل تعزيز «الإستبداد الملكي» و«الوحدة الكاثوليكية».”
يرجع تاريخ أقدم نشاط بروتستانتي في الجزيرة إلى عام 1741 عندما كانت كوبا تحت الاحتلال البريطاني. وعلاوة على ذلك، ومع انفتاح التجارة بين كوبا والولايات المتحدة، فضلاً عن الدول البروتستانتية الأخرى في أوروبا، بدأت العقيدة البروتستانتيَّة بالتسرب في الجزيرة. بدأ العديد من البروتستانت ببناء منازلهم في كوبا. وأثر العديد من البروتستانت على الثقافة والمجتمع من خلال التجارة أو عطلة في الجزيرة. وحتى مع افتتاح التجارة، ظلت التوترات قوية بين الكاثوليك والبروتستانت في كوبا طوال الأيام الأولى للمستعمرة.
شارك بعض الأساقفة في مجال التعليم وبرز في هذا المجال كل من الأسقف جيرونيمو دي فالديس (1705-1729)، والمطران بيدرو أوغستين موريل سانتا كروز (1753-1768)؛ كما وأُفتتحت جامعة القديس جيروم الملكيَّة والحبريَّة في هافانا خلال فترة الأسقف فالديز في عام 1724. في جميع أنحاء الجزيرة الكوبية، أنشئت الكنيسة شبكة من مدارس سان أمبروسيو وسان فرانسيس دي ساليس في مدينة هافانا من خلال التبرعات. ولعبت الكنيسة الكاثوليكية دورًا محوريًا في تطوير مجال التعليم باعتبارها ركيزة أساسيَّة في العمل الكنسيِّ.

### الاستقلال

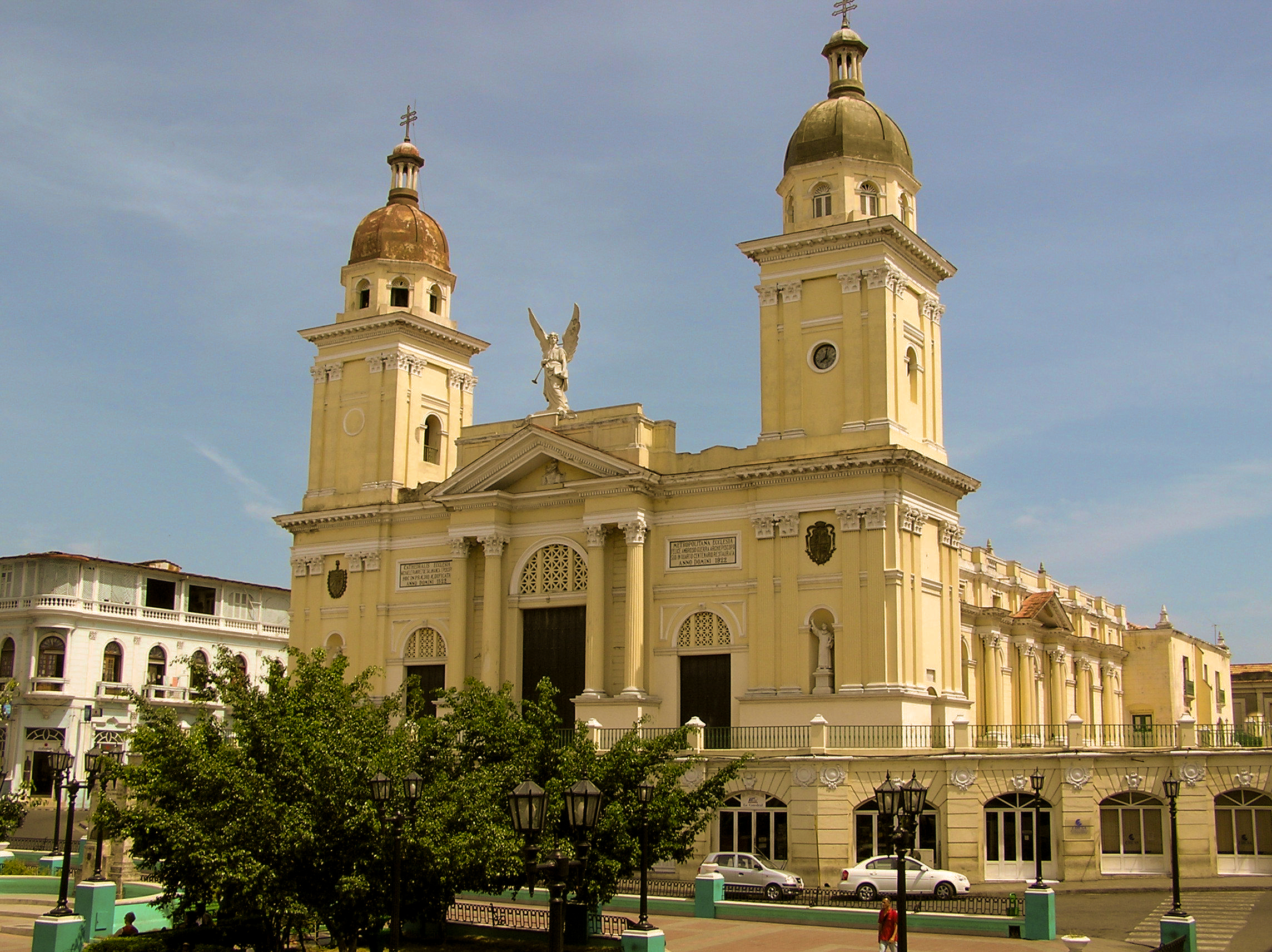
كاتدرائية نوسترا سينورا دي لا أسونسيون في مدينة سانتياغو دي كوبا.

في عشرينيات القرن التاسع عشر، مع تمرد جميع المستعمرات الإسبانية في أمريكا اللاتينية، وشكلت دولاً مستقلة، بينما بقيت كوبا على ولائها لإسبانيا، بالرغم من مطالبة البعض بالإستقلال. كان الاستقلال عن إسبانيا الدافع وراء تمرد عام 1868 بقيادة كارلوس مانويل دي سيسبيديس، مما أسفر عن صراع طويل الأمد عرف باسم حرب السنوات العشر. في نهاية القرن التاسع عشر، كان العديد من السياسيين الكوبيين ينظرون إلى الكنيسة الكاثوليكية باعتبارها واحدة من الأعداء الرئيسيين للأمة الوليدة. وكان هناك سببان رئيسيان لذلك؛ الأول كان له علاقة بين الكنيسة والتاج الملكي الإسباني، حيث مقابل الخدمات التي قدمتها الملكيَّة الإسبانيَّة، تلقت الكنيسة الإستعمارية العديد من الامتيازات والإستثناءات. على سبيل المثال كان الكهنة محصنين من الملاحقة القضائيَّة في المحكمة المدنيَّة، كما وأقيمت مباني الكنائس جزئيًا من خزائن الدولة. وكانت سلطة الكنيسة مدعومة بقدرة الدولة وقوة القانون، كما لم يسمح بتواجد الديانات الأخرى في المستعمرة. وعلاوة على ذلك، حتى ثمانينيات القرن التاسع عشر، لم يكن يسمح سوى بالزواج الكنسي.
كان العديد من الانفصاليين الكوبيين يعتقد أن المركز المهيمن للكنيسة في الحقبة الإستعمارية هو دليل على تخلف النظام الملكي الإسباني. وبالمثل، رأى آخرون أن هناك امتيازات متبقية يمكن منحها للكنيسة بعد الاستقلال كظلم من مظالم الفترة الاستعمارية. وكان السبب الأكثر إلحاحًا لمعاداة إكليروس الكنيسة كعنصر من عناصر القومية الكوبية هو أن التسلسل الهرمي الكاثوليكي قد انحاز مع النظام الملكي الإسباني ضد الثوريين الكوبيين خلال النزاع المسلح بين عام 1868حتى عام 1898. وهناك قضية رئيسية أخرى مثيرة للخلاف هي أن الكنيسة الكوبية الكاثوليكية قد فشلت جذب نخب إكليروسيَّة هامة من مواليد كوبا. حيث كان معظم الكهنة الحاصلين على الرتب الدنيا وجميع رؤساء الأساقفة الكاثوليك من مواليد مملكة إسبانيا. وأدى ذلك إلى اعتقاد عدد من الكوبيين إلى الولاء الأول لهؤلاء كان إلى إسبانيا. ومع استقلال كوبا بدأت الصراعات بين الكنيسة والدولة خلال العقود الأولى من الجمهورية حول قضايا الزواج والطلاق والمعمودية والدفن والتعليم وحق المواطنة للكهنة الأجانب، والتي كان جزء كبير منها، محاولات مباشرة من قبل القوميين الكوبيين لضرب الكنيسة، والتقليل من السلطة والنفوذ التي كانت تملكها الكنيسة في الحياة الاجتماعية والسياسيَّة.

### العصور الحديثة

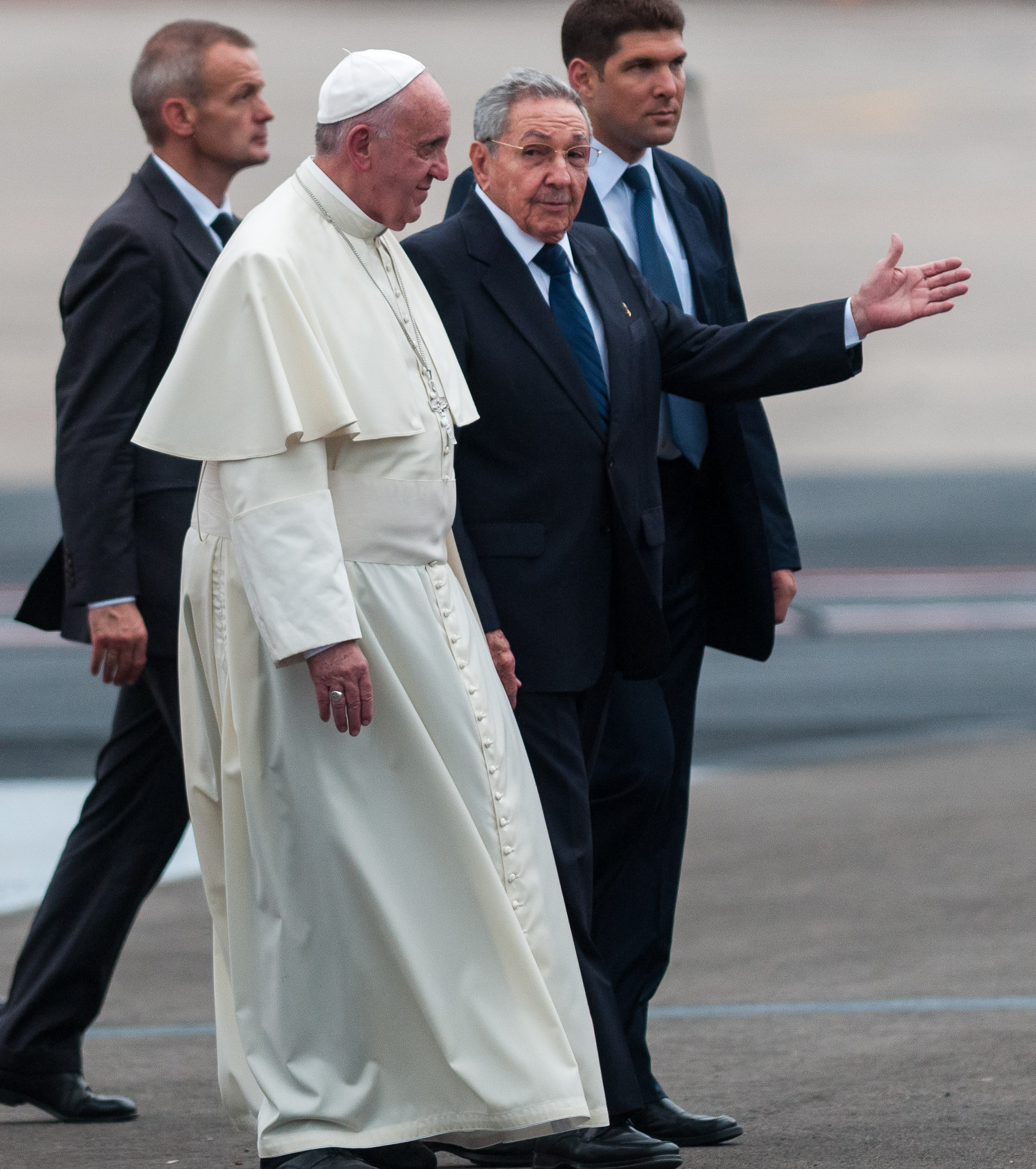
البابا فرنسيس إلى جانب رئيس كوبا راؤول كاسترو في عام 2015.

في القرن التاسع عشر بدأ نشاط الكنائس البروتستانتية في كوبا في تزايد وكان لمعظمها علاقات مع الولايات المتحدة من خلال مختلف الأنشطة التبشيرية. وارتبط مجمع الكنيسة المعمدانية لكوبا وهي مجموعة بروتستانتية مؤثرة أنشئت على يد منفي كوبي بالكنيسة المعمدانية الجنوبية. وقد عاد في عام 1883 لنشر الإنجيل في غرب وجنوب كوبا. وأصبحت ثالث أكبر طائفة جنبًا إلى جنب مع المبشرين المعمدانيين في أمريكا الشمالية الذين عملوا في شرق الجزيرة. واحدة من الكنائس البروتستانتية الرئيسية في كوبا اليوم هي الكنيسة الخمسينية التي نشأت في عام 1920 من قبل مبشرين أميركيين من الكنيسة الخمسينية.
بعد ثورة 1959 وصل فيدل كاسترو للرئاسة الدولة، واحتضنت كوبا رسميًا عقيدة الإلحاد. وكان النظام ينظر إلى الكاثوليك الممارسين وغيرهم من المؤمنين بشك وتمييز. نجح فيدل كاسترو في الحد من قدرة الكنيسة على العمل من خلال ترحيل أسقف كوبا ومائة وخمسين كاهن إسباني، وبدأت حملة سياسية تمييزية ضد الكاثوليك في الحياة العامة والتعليم ورُفض قبولهم كأعضاء في الحزب الشيوعي الكوبي. كما ساعدت هجرة حوالي 300,000 شخص من الجزيرة على التقليل من نفوذ الكنيسة الكاثوليكية. بالمقابل كانت سياسة فيدل كاسترو مع البروتستانت أكثر تسامحًا من الكاثوليك. ومع ذلك، فإن هذا التسامح الديني تجاه الكنائس البروتستانية لم يدوم طويلاً، حيث عانى العديد من البروتستانت من المضايقات على يد الثوار. كما وأرسل بعضهم إلى معسكرات العمل حيث تعرضوا لسوء المعاملة الجسدية واللفظية. وعلاوة على ذلك، في عام 1965، أُتهم ثلاثون من رجال الدين المعمدانيين بأنهم جواسيس أمريكيون وتم سجنهم. في يونيو من عام 1984، زار جيسي جاكسون كوبا وساعد على إطلاق سراح اثني وعشرين سجينًا دينيًا.
حاليًا تعد كوبا دولة علمانية رسميًا، وقد أعتبرت الكنائس لوقت طويل جبهات للنشاط السياسي التخريبي، لكن في عام 1992 قامت الحكومة بتعديل الدستور لوصف الدولة بأنها علمانية بدلاً من ملحدة. وعلى الرغم من ذلك يوجد في البلاد العديد من الديانات التي تمثل تنوع الثقافة في البلاد. وقد أقصى الفاتيكان فيديل كاسترو عن المذهب الكاثوليكي في 3 يناير 1962 لارتداد كاسترو عن الكاثوليكية. وقد تحسنت علاقه كاسترو بالبابوية في مطلع التسعينيات من القرن العشرين عندما إنهار الإتحاد السوفيتي وتخلى الغرب عن الفاتيكان، سمح للبابا بزيارة كوبا بعد أن أعلن البابا ان المسيحية تؤيد الإشتراكية، وفعلاً دخل البابا إلى كوبا وأصبح صديق بعد عداء دام عقود. في عام 2016 التقى كل من البابا فرنسيس رأس الكنيسة الرومانية الكاثوليكية وكيريل الأول بطريرك موسكو وروسيا كلها في العاصمة الكوبية هافانا بعد ألفية من الشقاق، وتم النقاش حول سبل رأب الصدع بين مسيحيي الغرب والشرق إضافة إلى قلقهما بشأن عمليات الاضطهاد والقتل التي يتعرض لها المسيحيون في الشرق الأوسط.

## الطوائف المسيحية

### الكنيسة الرومانية الكاثوليكية

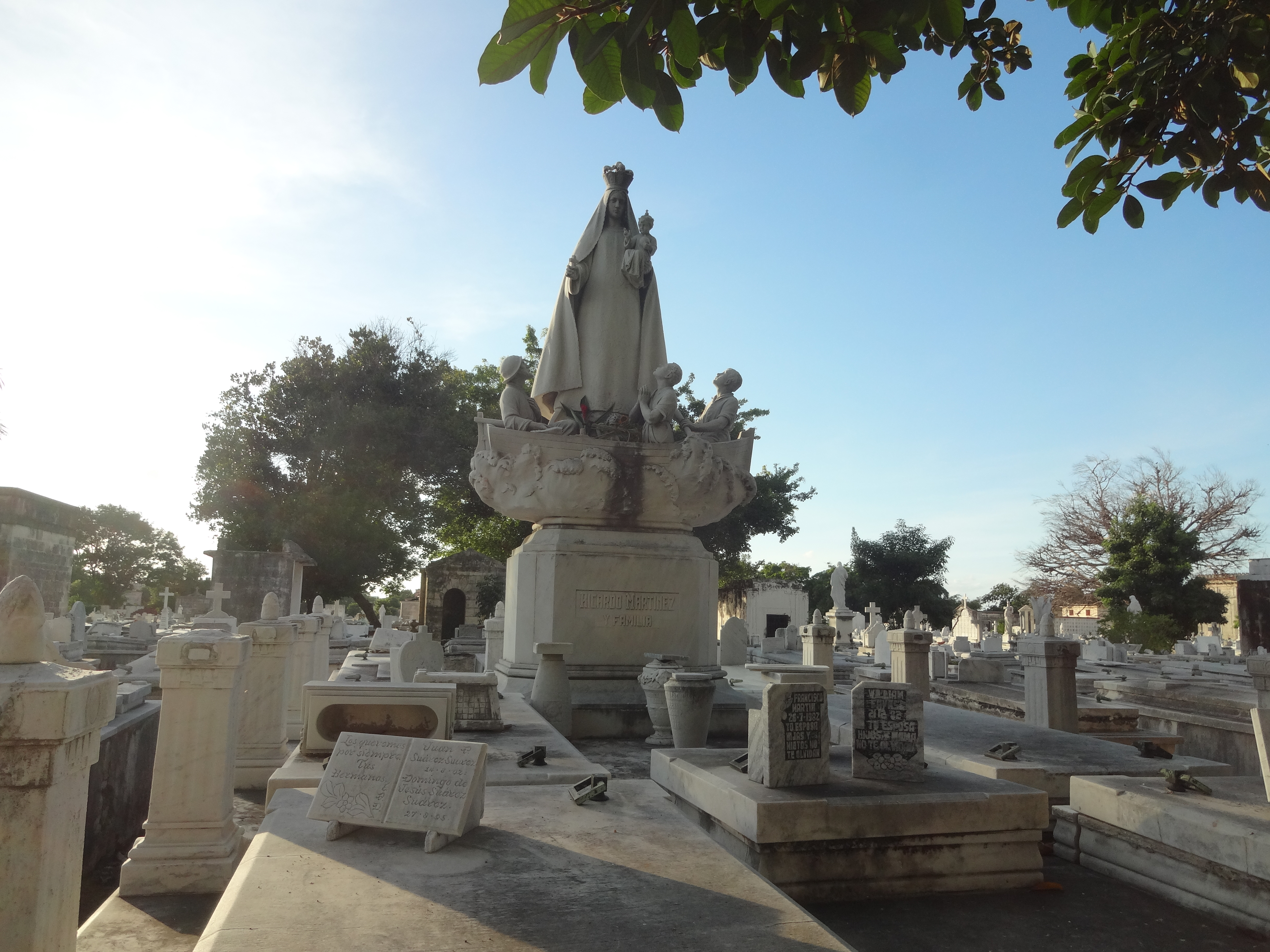
"عذراء كوبرى" في هافانا: وهي الراعية الكاثوليكية في كوبا ورمز الثقافة الكوبيَّة.

الكنيسة الكاثوليكية الكوبيَّة هي جزء من الكنيسة الكاثوليكية العالمية في ظل القيادة الروحية للبابا في روما ومجلس الأساقفة الكوبي، وتُعد الكنيسة الرومانية الكاثوليكية أكبر الأديان في البلاد وجلبها الإسبان إلى الجزيرة. في سنة 2010 كان حوالي 60% من السكان من أتباع الكنيسة الرومانية الكاثوليكية أي حوالي 6.9 مليون نسمة. ينضوي تحت الكنيسة 11 أبرشية وحوالي 56 ديرًا للراهبات وحوالي 24 ديراً للرهبان. وفقًا للإحصاءات، يُمثل الكاثوليك حوالي 71.7% من مجمل سكان هافانا، وحوالي 69.2% من سكان ماتانزاس، وحوالي 63.1% من سكان كاماغواي ومدينة سانتياغو دي كوبا. تضم الولايات المتحدة على شتات كوبي هام وبحسب دراسة نشرتها مركز بيو للأبحاث فإنَّ حوالي 65% من الأمريكيين من أصول كوبية من أتباع الديانة المسيحية.
يعود تاريخ الكنيسة الرومانية الكاثوليكية في جزيرة كوبا إلى الحقبة الإستعماريَّة الإسبانيَّة واستمرت كأهم مؤسسة في كوبا في القرن الحادي والعشرين. وتعد الكاثوليكية هي واحدة من الموروثات الرئيسيَّة للحقبة الإستعماريَّة الإسبانية، إلى جانب الإسبانية كلغة الأمة. حيث أصبحت المنطقة جزءًا من أراضي الإمبراطورية الإسبانية تحت اسم النيابة الملكية على كوبا. أنشئت الكنيسة الكاثوليكية العديد من التقاليد والهوية والعمارة الكوبية خلال الفترة الإستعمارية، وترتبط الكاثوليكية تاريخياً بالهوية الثقافيَّة والوطنيَّة للشعب الكوبي. وعلى الرغم من أنَّ كوبا دولة شيوعية، يتمتع الكاثوليك في كوبا بحرية دينية أكبر من تلك الموجودة في الدول الشيوعية الأخرى مثل الصين وفيتنام.
في يناير من عام 1998، قام البابا يوحنا بولس الثاني بزيارة تاريخية إلى الجزيرة، مدعوًا من جانب الحكومة الكوبية والكنيسة الكاثوليكية. وقد قام البابا بندكت السادس عشر في زيارة الجزيرة في عام 2011 والبابا فرنسيس في سبتمبر 2015. ويتميز المشهد الديني في كوبا أيضًا، بشدة دمج الديانات من مختلف الأنواع خصوصاً بين السكان ذوي الأصول الأفريقية. تُمارس الكاثوليكية غالباً جنبًا إلى جنب مع «سانتيريا» وهي مزيج من الكاثوليكية وغيرها من أديان الشتات الأفريقية. «عذراء كوبرى» هي الراعية الكاثوليكية في كوبا ورمز الثقافة الكوبيَّة، حيث جرت مقارنتها في سانتيريا بالآلهة «أوشون». العديد من الكوبيين هم من أصول تعود إلى جزر الكناري ومنطقة الأندلس ومنطقة جليقية، ويٌعرفون بأنهم الأكثر أرثوذكسية من الناحية العقائديَّة والأكثر ارتباطاً في التقاليد الكاثوليكية.

### البروتستانتية

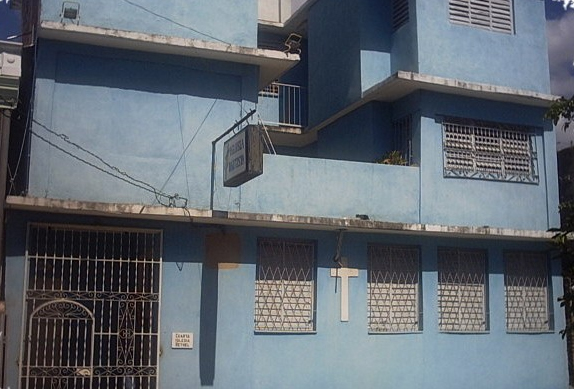
كنيسة معمدانية في كوبا.

بينما وصل البروتستانت إلى جزيرة كوبا في وقت مبكر من الحقبة الإستعمارية الإسبانية، الأ أنَّ معظم كنائسهم لم تزدهر حتى القرن العشرين بمساعدة المبشرين الأمريكيين. في أوائل القرن العشرين، شهدت الكنائس الكوبيَّة البروتستانتية نشاطًا بشكل كبير من خلال المبشرين الأمريكيين الذين ساعدوا في العمل في الكنائس، وقدموا الدعم أيضًا من كنائسهم المنزلية. وعندما سيطر نظام فيدل كاسترو على البلاد في عام 1959، كان في البداية مسموحًا قانونيًا للكنائس البروتستانتية بالعمل. ومع ذلك، فإن بعض الحوادث المعادية للدين والاضطهاد الديني عرقل الكنائس على الازدهار. وخلال الفترة الخاصة التي بدأت في عام 1991، بدأت الكنائس البروتستانتية تزدهر مرة أخرى وأصبحت اليوم من المجموعات الدينية الرئيسية في كوبا. ويقدر عدد السكان البروتستانت في كوبا بنسبة 5%. أي حوالي 300 ألف شخص ينتمي للطوائف البروتستانتية والتي يبلغ عددها 54 في الجزيرة. تنمو الكنيسة الخمسينية بسرعة في السنوات الأخيرة حيث تضم جمعيات الله وحده في عضويتها أكثر من 100,000 شخص.
لعب المدارس البروتستانتية في أوائل القرن العشرين دور تعليمي وثقافي هام، حيث بدأ البروتستانت الأمريكيون الذين جاءوا إلى كوبا في نشر أفكارهم الدينية والاقتصادية من خلال نظام تعليمي واسع شمل المدارس الابتدائية والثانوية ومدارس الأحد ومخيمات الكتاب المقدس. وإلى جانب رغبتهم في تبشير الكوبيين المحليين، كان هدفهم هو تشكيل مجتمع كوبي مشبع بالقيم الأمريكية التي جلبوها إلى المدارس. وفي هذه المدارس، تم إعداد الكوبيين من الطبقة الوسطى والعليا لشغل المناصب القيادية، وقبل الثورة الكوبية، نجحت هذه المدارس البروتستانتية في تدريب آلاف الطلاب بالقيم الأميركيَّة. وأصبح العديد من خريجي هذا النظام المدرسي في نهاية المطاف قادة في المناصب الحكومية في وقت الثورة.

### المسيحية الشرقية

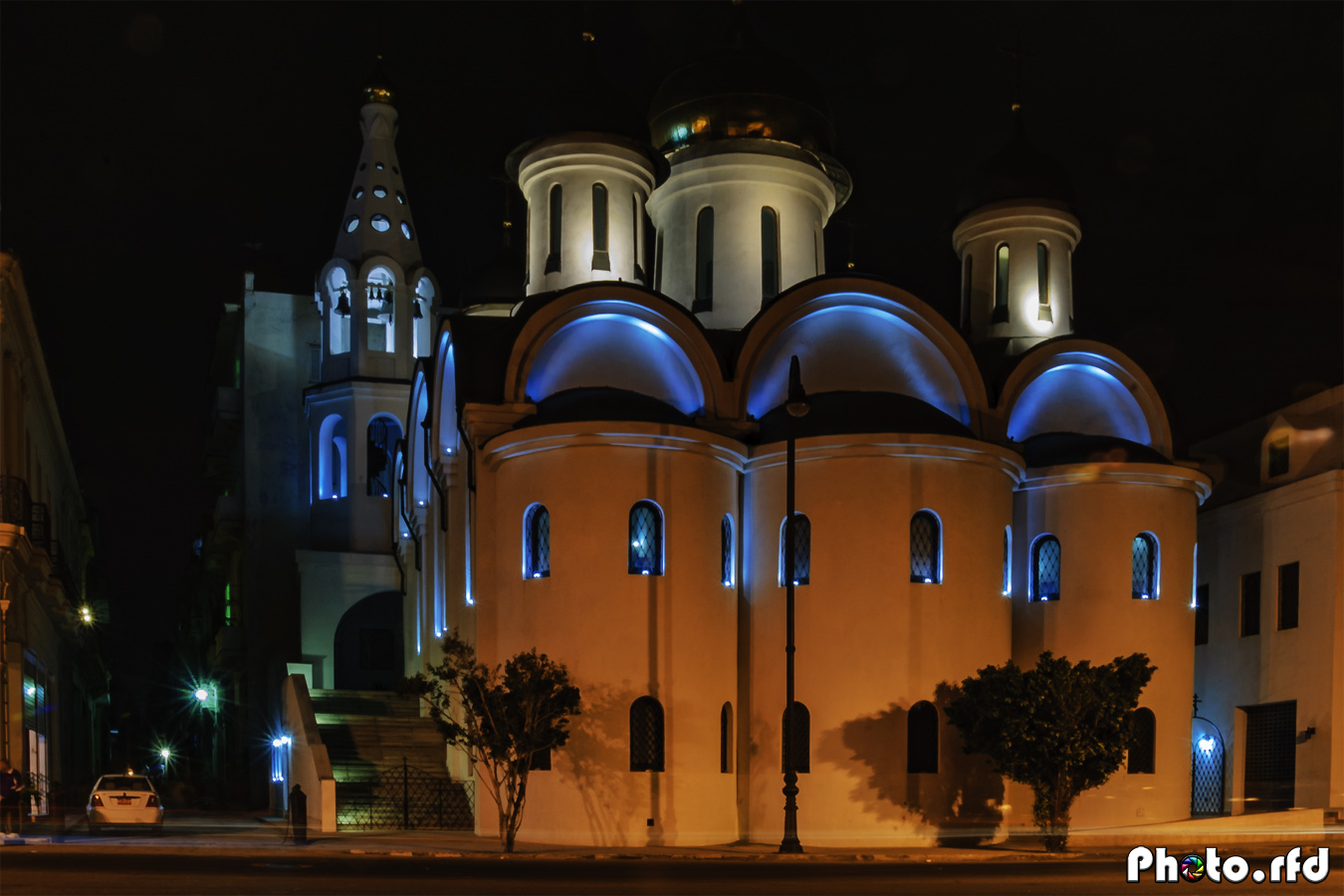
كاتدرائية سيدة قازان في هافانا.

هناك تواجد ملحوظ للكنائس المسيحية الشرقية في المكسيك وتتكون هذه الكنائس من موجات المهاجرين المسيحيين العرب خاصًة من اللبنانيين من الموارنة، والسوريين والمسيحيين الفلسطينيين، بالإضافة إلى موجات المهاجرين من الأرمن واليونانيين والروس والأوكرانيين وغيرهم من الشعوب التي يعود أصولها إلى البلقان وأوروبا الشرقية. في 20 أكتوبر من عام 2008، تم افتتاح أول كنيسة روسية أرثوذكسية في كوبا خلال حفل رسمي حضره راؤول كاسترو.
حدثت أكبر هجرة مسيحية مشرقية إلى الجزيرة الكوبية بين عام 1860 وعام 1920 وكان معظمها من مسيحيي سوريا العثمانية الفارين من اضطرابات الدولة العثمانية، وعلى مر العصور أصبحت الألقاب العربية الخاصة بالمهاجرين لاتينية. من الصعب تقدير التكوين الديني للكوبيين من أصول عربيَّة بسبب الافتقار إلى السجلات الرسمية. ومع ذلك أجرت سفارة لبنان آخر إحصاء للسكان المتحدرين من أصل لبناني في كوبا في عام 1951. وكان معظم اللبنانيين في كوبا على مذهب الكنيسة المارونية، بينما التزم كثير منهم بالعقائد الأخرى بما في ذلك المسيحية الأرثوذكسية ومذهب التوحيد الدرزي والإسلام على المذهب السني والشيعي. وتعد المجتمعات المسيحية المشرقية في كوبا بارزة ومندمجة بشكل جيد، ويبرزون في مجال الأعمال التجاريَّة، والتجارة، والخدمات المصرفيَّة، والصناعة، والسياسة.